# Islas Barnevelt
Las islas Barnevelt son un conjunto insular que comprende una superficie de 300 ha y que está integrado por una isla principal y algunos islotes que la rodean, todos pertenecientes a Chile. Forman parte del archipiélago de las islas Hermite, en el sector sudoriental del archipiélago de Tierra del Fuego, extremo austral de América del Sur. 

## Características

Las islas Barnevelt, al este del archipiélago de las islas Wollaston.

Las islas Barnevelt son un territorio insular situado en el sector sudeste del archipiélago de Tierra del Fuego. Administrativamente, forma parte de la provincia Antártica Chilena, en la Región de Magallanes y de la Antártica Chilena, Se ubica dentro del Parque Nacional Cabo de Hornos y de la «Reserva de Biosfera Cabo de Hornos». Forma parte, junto con otros grupos insulares, del tramo de islas orientadas hacia el Atlántico en el trecho en bordure entre el sector sudeste de la isla Grande de Tierra del Fuego y la isla Hornos. Poseen un clima oceánico subpolar, frío y húmedo todo el año, con fuertes vientos, generalmente del cuadrante oeste. Presentan costas escarpadas, golpeadas por las olas del mar de la Zona Austral. 
La isla principal presenta en su borde costero, acantilados de 50 metros, formando hacia el interior una meseta de una altitud de hasta 150 m s. n. m., alcanzada en la «Loma Alta», la mayor altura de las islas Barnevelt. También destaca el «cerro Pingüinera», de 120 m s. n. m.

### Situación geográfica
Las islas Barnevelt integran el archipiélago de las islas Hermite, ubicándose a 16,6 km (9 nmi) al este del cabo Austin de la isla Deceit. Hacia el noroeste se encuentra la bahía Nassau y el archipiélago de las islas Wollaston, encontrándose a 22,2 km (12 nmi) al este-sudeste del cabo Scourfield de la isla Freycinet; al norte las islas Evout; finalmente hacia el este se sitúan las aguas abiertas del océano Atlántico sur.

### Asignación oceánica
La ubicación oceánica de las islas Barnevelt fue objeto de debate. Según la Argentina son islas atlánticas al estar al este de la longitud fijada por el cabo de Hornos. En cambio, según la tesis denominada Delimitación natural entre los océanos Pacífico y Atlántico Sur por el arco de las Antillas Australes, se incluyen en el océano Pacífico Sur; esta teoría, es la postulada como oficial por Chile, el país poseedor de su soberanía. La opinión de la OHI parece concordar con la argumentación argentina.

## Historia
Estas islas fueron descubiertas el 29 de enero de 1616 por la expedición neerlandesa de Willem Schouten y Jacob Le Maire, quienes le dieron el nombre en honor del fundador de la Compañía Neerlandesa de las Indias Orientales: Johan van Oldenbarnevelt. Nunca han sido ocupadas de forma prolongada por occidentales.
La soberanía de las islas Barnevelt fue reclamada por la Argentina como parte de la disputa limítrofe denominada Conflicto del Beagle, hasta la resolución del diferendo en 1984 con la firma del Tratado de Paz y Amistad entre la Argentina y Chile, donde estas islas quedaron definitivamente dentro del área reconocida como de soberanía chilena. En el marco de la disputa el patrullero ARA Somellera de la Armada Argentina colocó una baliza luminosa en estas islas el 11 de junio de 1977, que fue detectada al día siguiente por la Armada de Chile, lo cual generó una protesta diplomática chilena el 27 de junio de 1977. La baliza fue inutilizada en diciembre de 1977. En 1979 el Servicio Geológico Nacional de Argentina realizó los primeros estudios geológicos de las islas Barnevelt. La propuesta del papa Juan Pablo II para resolver la disputa del Beagle contemplaba que Argentina pudiera instalar ayudas para la navegación en las islas Evout y Barnevelt, pero fue rechazada por este país.

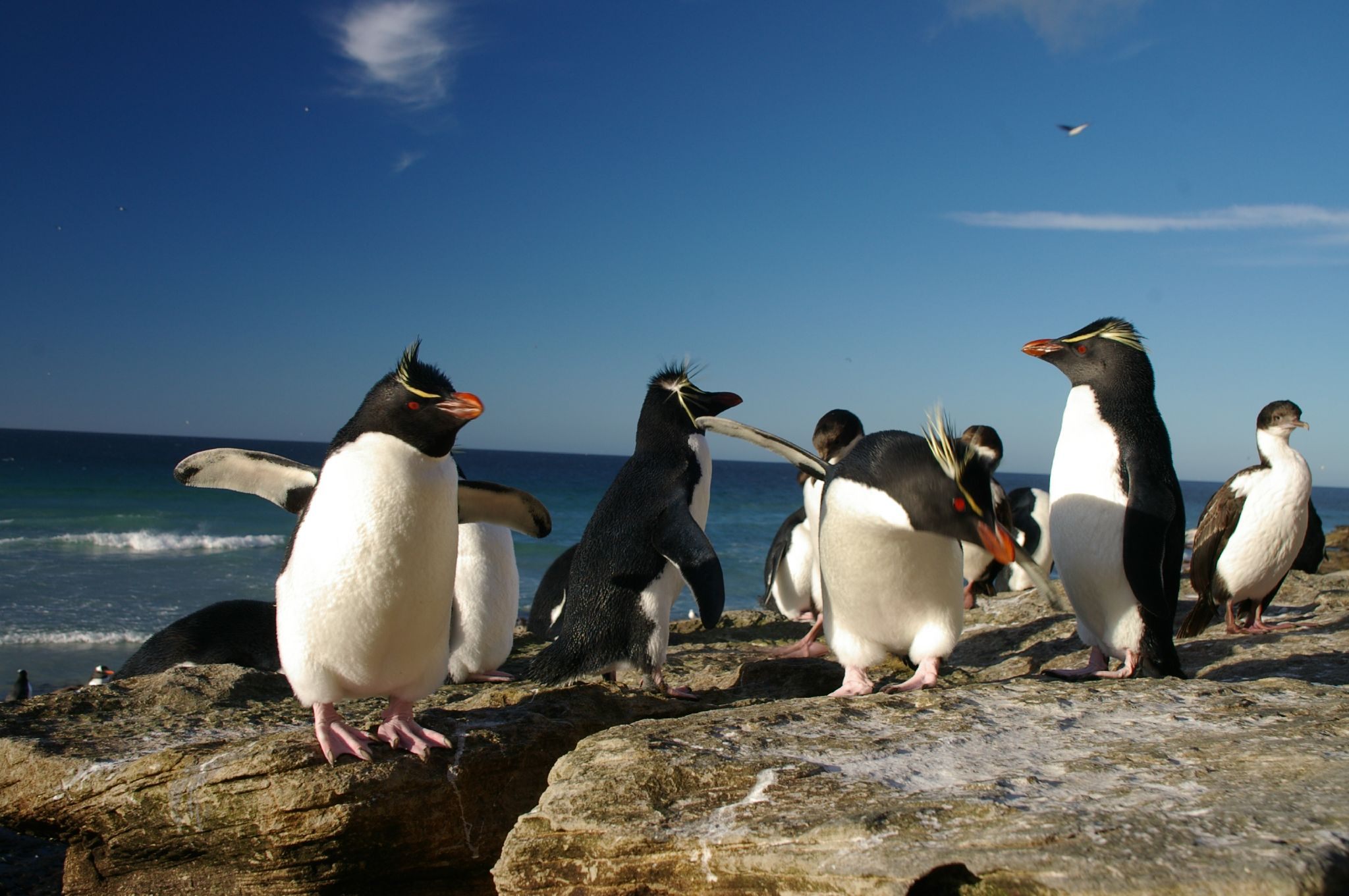
La isla principal cuenta con una importante colonia del pingüino de penacho amarillo sudamericano (Eudyptes chrysocome chrysocome)

Luis Risopatrón las describe en su Diccionario Jeográfico de la Republica de Chile de 1924:
Barnevelt (Islas de) 55° 49' 66° 48'. Son dos, deshabitadas, casi contiguas: la mayor de unos 3 km² de superficie i la otra, al lado S, mucho menor i rodeada de peñascos; son bajas, cubiertas con pasto grueso i juncoso, de costas acantiladas que no presentan atracadero fácil, tienen oro en sus barrancas i se encuentran en el Océano, hacia el E de las islas Wollaston. Fueron descubiertas el 29 de enero de 1616, por Le Maire i Schouten, quienes le dieron ese nombre. 1, XIV, p. 284 i reproducción de la carta de la «Romanche» (1883); i XXII, p. 368; 35, i, p. 436; i 156; Barnebelt en 6, p. 25; Barnevelt ou Diego Ramírez en 15, carte de Guillaume de L'lsle (1716); Barnavelt en 39, p. 192 i 232; Barnewelt en 81, p. 11 i 13; Barnaweldt isla en 3, i, p. 219 (Alcedo, 1786); islas de Barnaweldt o Barnevelt en 155, p. 67; i Bernabelas en 4, carta de Córdoba (1788).

## Fauna
Entre sus componentes faunísticos destaca una importante colonia reproductiva del pingüino de penacho amarillo sudamericano (Eudyptes chrysocome chrysocome), la cual estaba compuesta por 10 800 parejas en 1992.